# Hipparchia fidia
El festón blanco (Hipparchia (Pseudotergumia) fidia) es una especie  de lepidóptero ditrisio  de la familia Nymphalidae perteneciente a la subfamilia de las Satyrinae, propia de la región mediterránea.

## Descripción
Se trata de una mariposa bastante grande dentro del grupo de las Satyrinae, alcanzando una envergadura de unos 6 cm. La cara inferior de las alas presenta unos tonos predominantemente grisáceos, que permite a esta mariposa pasar prácticamente desapercibida cuando se posa sobre los suelos rocosos que afecciona, donde resulta muy difícil distinguirla cuando se queda totalmente inmóvil. Confía entonces plenamente en su camuflaje y es posible, por ello, acercarse a escasos centímetros de ella. Destacan, en la cara inferior de las alas, una amplia e irregular banda gris-blanca zigzagueante, subrayada de negro, que atraviesa el ala de par en par y que contrasta netamente con el fondo más oscuro de la misma, así como grandes ocelos negros punteados de blanco y cercados por un anillo de color beige-amarillo. La cara superior es de tonos oscuros, marrón.

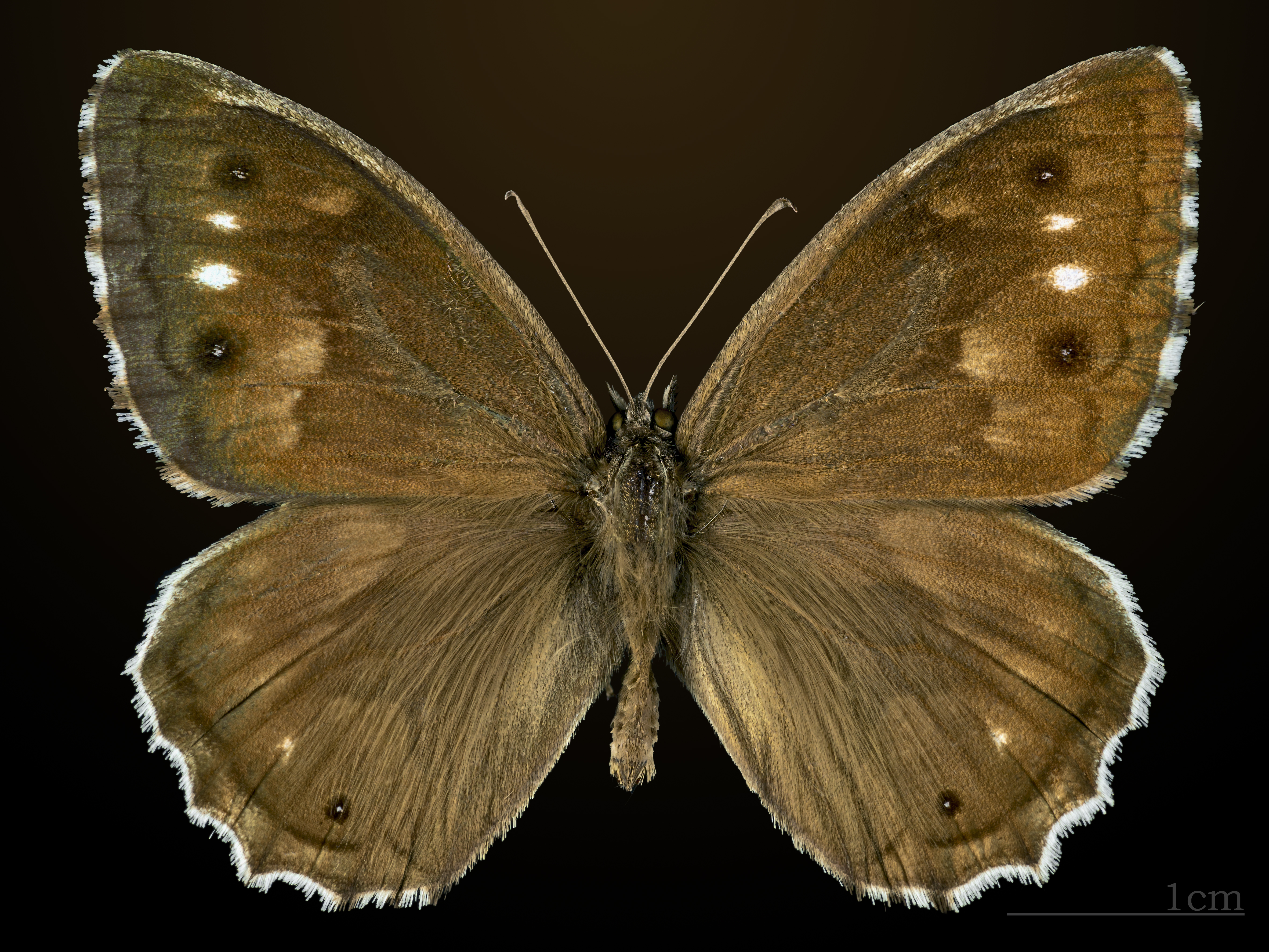
♂
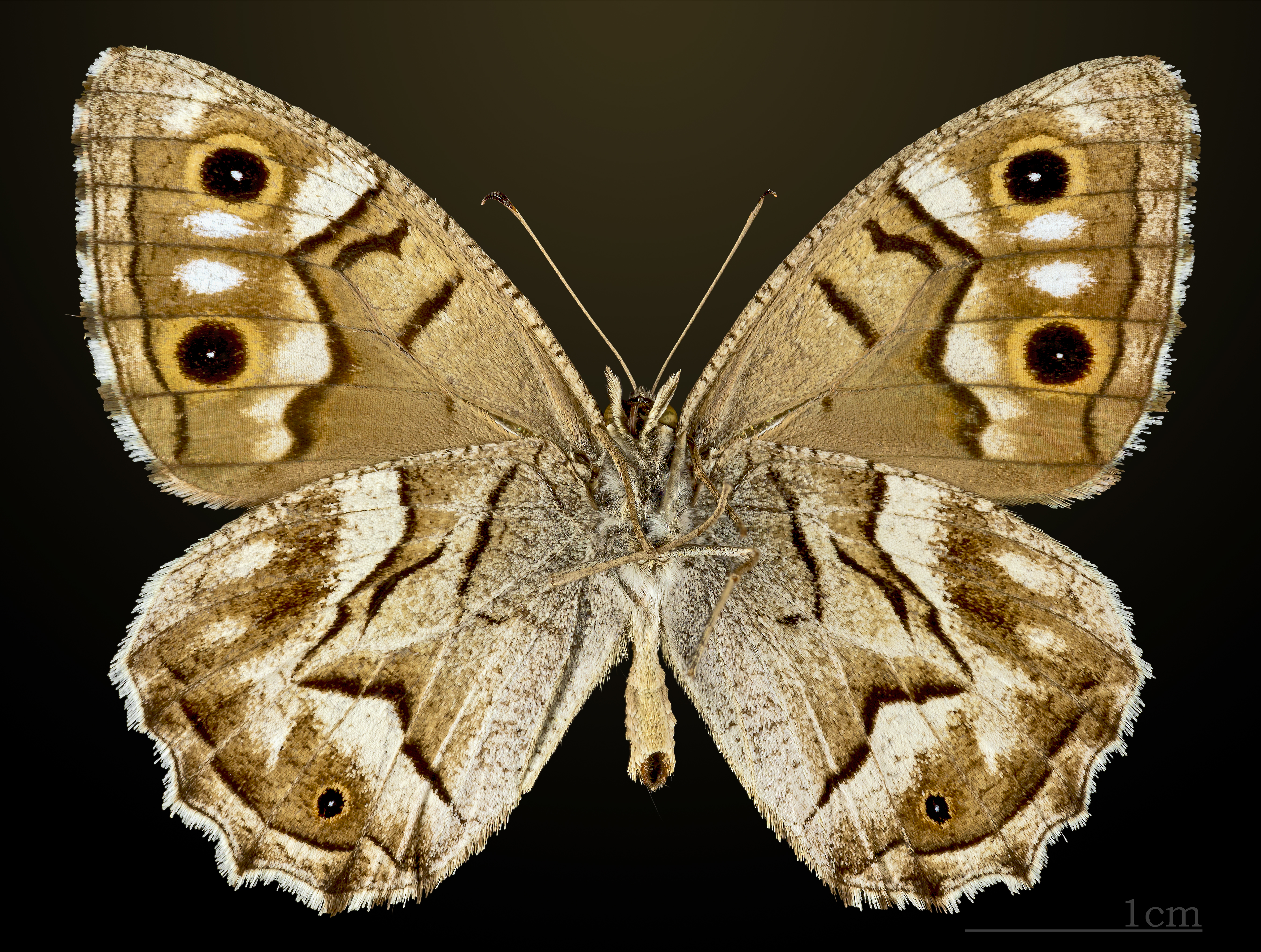
♂△
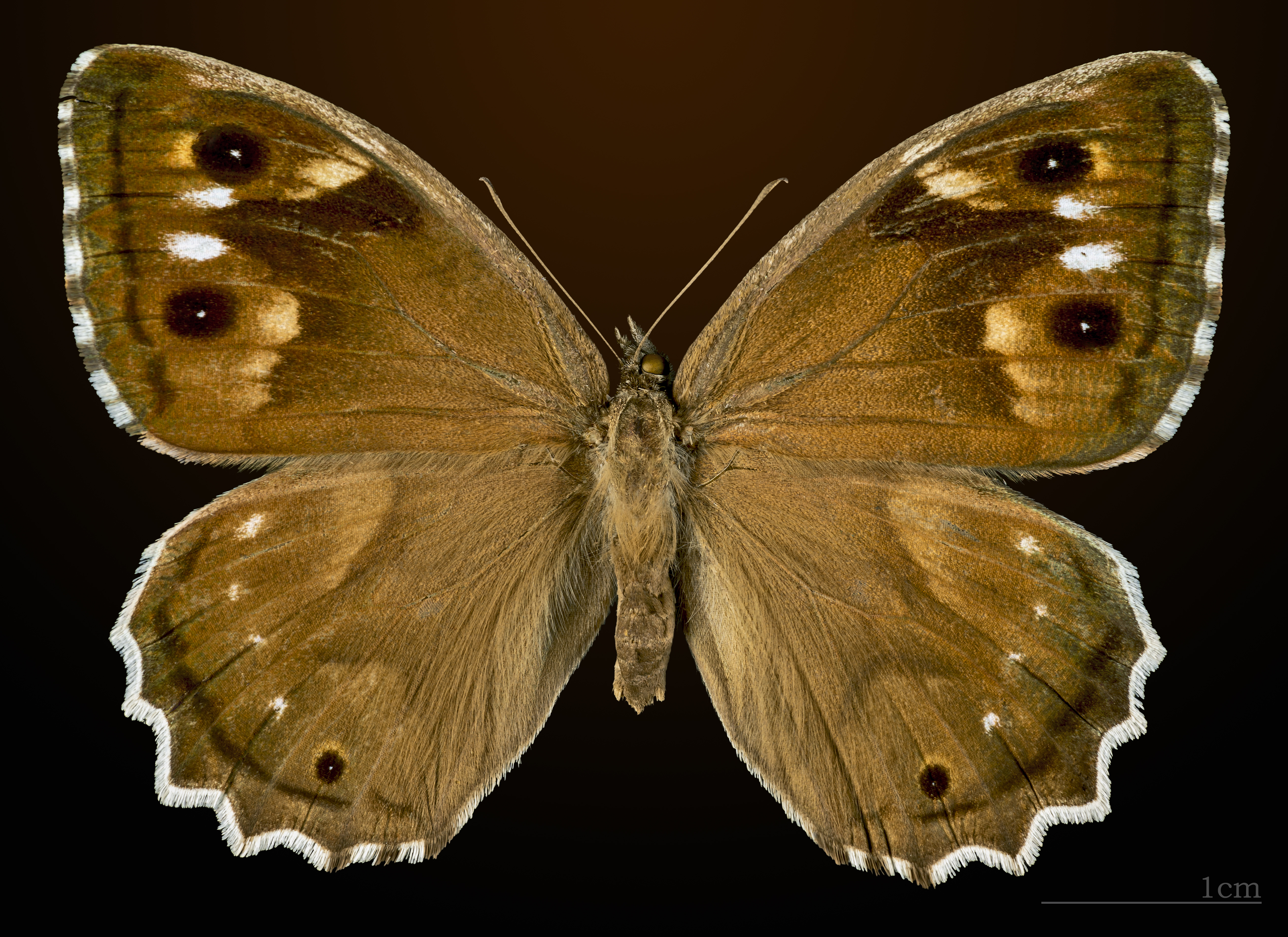
♀
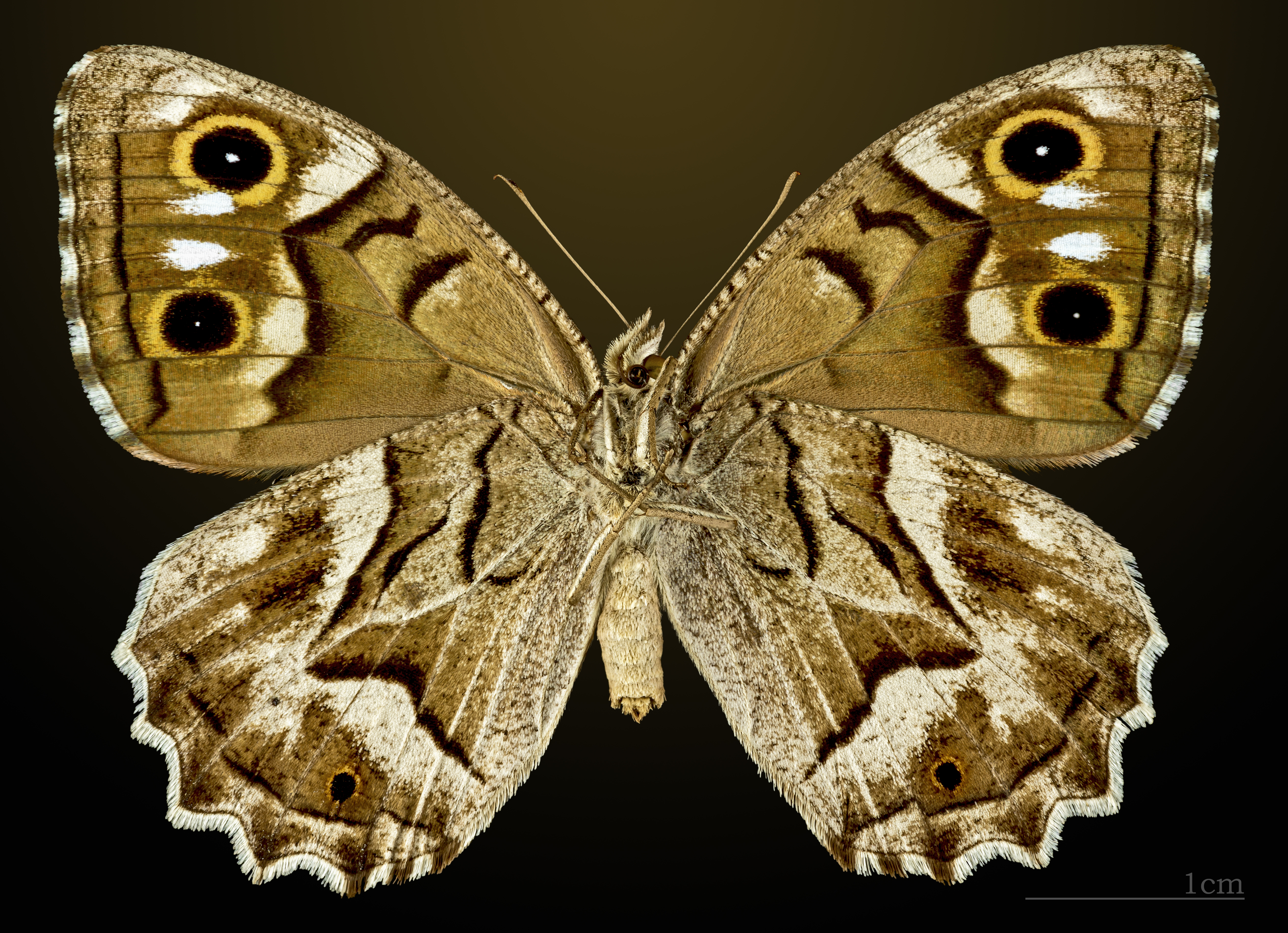
♀ △

## Área de distribución
Especie mediterránea presente en la península ibérica y en el norte de África (Magreb). También vive en el sur de Francia (costa mediterránea), alcanzando el noroeste de Italia. Es una especie propia de zonas abiertas (incluyendo bosque abierto), secas, cálidas y rocosas.

## Ciclo vital
Tan solo se observa una única generación en toda su área de repartición, que vuela de junio a agosto (septiembre) en Europa y de julio a octubre en el norte de África.

## Plantas nutricias
Las orugas se alimentan de diferentes especies de gramíneas (Brachipodium, Festuca, Stipa, etc.).